# Гирнык, Кирилл Иванович
Кирилл Иванович Гирнык (род. 31 марта 2003) — российский футболист, защитник.

## Карьера
Воспитанник «Ростова». С 2017 годы выступал за ФШМ Ростов. В связи со вспышкой коронавирусной инфекции в клубе 19 июня 2020 года был заявлен на матч премьер-лиги против «Сочи», в котором вышел на поле в стартовом составе.